# Alexandre von Siebold
Alexandre George Gustav von Siebold (16 août 1846 – janvier 1911) est un traducteur et interprète allemand qui vécut au Japon pendant la période du Bakumatsu et l'ère Meiji. Il est le fils aîné du japonologue Philipp Franz von Siebold.

## Biographie
Après que son père Philipp Franz von Siebold eut été expulsé du Japon en 1829 et se fut installé à Leyde aux Pays-Bas, celui-ci se maria et eut trois fils (dont Alexandre) et deux filles de son mariage avec Helene von Gagern. Mais après l'accord commercial signé entre le Japon et les Pays-Bas en 1858, l'un des « traités inégaux » que l'Occident imposa au pays asiatique à cette époque, Siebold retourna au Japon, et il emmena son fils, le jeune Alexandre, avec lui. Vivant à Nagasaki, Alexandre von Siebold apprit très vite le japonais. Lui et son père s'installèrent à Edo (actuel Tokyo) après que ce dernier eut obtenu un poste de conseiller étranger auprès du shogunat Tokugawa. Ils résidèrent avec le consul prussien, mais très vite la ville devint dangereuse pour eux car les partisans du Sonnō jōi attaquaient fréquemment les étrangers, et après l'attaque et l'incendie du consulat britannique, le père et le fils rentrèrent à Nagasaki. Alexandre von Siebold devint alors interprète officiel de la Marine impériale de Russie à Nagasaki.
En 1862, Alexandre devint l'interprète du consulat britannique à Edo, malgré son jeune âge (15 ans), et en dépit du fait que l'anglais n'était pas sa langue maternelle. Pendant ce temps, son père ne réussissait pas à trouver un emploi stable, alors il rentra aux Pays-Bas où il mourut quatre ans plus tard. La plupart des négociations étrangères du shogunat Tokugawa se passaient en néerlandais, et dans les cas où l'anglais était nécessaire (comme pour l'incident de Namamugi), Alexandre était assisté d'Ernest Satow.
Alexandre von Siebold assista le consul britannique Edward St. John Neale durant le bombardement de Kagoshima. Il se trouvait sur le navire amiral HMS Euryalus pendant le conflit. Plus tard, il accompagna la force expéditionnaire européenne lors du bombardement de Shimonoseki et pendant les négociations en vue d'ouvrir le port de Hyōgo au commerce étranger en 1864.
Lorsque Tokugawa Akitake se rendit à Paris pour l'exposition universelle de 1867, Alexandre von Siebold l'accompagna. Cependant, Akitake Tokugawa dut très vite rentrer au Japon à cause de la restauration de Meiji. Mais Alexandre von Siebold resta en Europe et ne retourna au Japon qu'un an plus tard en 1869, en qualité de conseiller de l'Empire austro-hongrois. Par la suite, il fut élevé au titre de baron par l'empereur d'Autriche, François-Joseph.
En août 1870, il démissionna du consulat britannique. Cependant, le gouvernement de Meiji l'embaucha et il fut envoyé à Londres et à Francfort pour arranger la venue d'étudiants japonais dans ces deux pays et pour que le Japon puisse recruter des conseillers étrangers de n'importe quel domaine d'étude et les faire venir chez lui. Il arrangea également la participation du Japon à l'Exposition universelle de 1873. Il rentra au Japon en novembre 1872, mais fut renvoyé en Europe où il resta de février 1873 à fin 1874 pour assister Tsunetami Sano.
En mai 1875, il devint l'interprète du ministère des Finances mais, à la suite de la mort de sa mère en 1877, il alla aux Pays-Bas où il resta pendant six mois. Il fut ensuite envoyé à l'Exposition universelle de 1878 à Berlin pour aider les représentants japonais à signer des accords commerciaux. Il rentra au Japon en octobre 1881, mais fut renvoyé en Allemagne pour assister Kaoru Inoue dans la révision des « traités inégaux ». Les négociations furent longues et échouèrent. Alexandre von Siebold quitta Berlin en 1882, se rendit à Rome en 1884, retourna au Japon en 1885, et alla à Londres en 1892 pour assister Shūzō Aoki dans la signature du traité de commerce et de navigation anglo-japonais. En août 1910, il fut décoré de l'ordre du Trésor sacré (2e classe).
Il meurt sur la Côte d'Azur en janvier 1911 à l'âge de 64 ans.